# 4000 (عدد)
4000 (أربعة آلاف) هو عدد صحيح . يلي العدد 3999 ويسبق العدد 4001 وهو عدد طبيعي.
الأربعة آلاف الواحدة تساوي أربعون مائة.

## في الرياضيات
حسب نظام العد العشري في الرياضيات، يمكن كتابة العدد أربعة آلاف على النحو التالي:
- 4,000 — أربعة متبوعًا بثلاثة أصفار.
- 4 × 103 — أربعة في عشرة مرفوعة لأس ثلاثة.

## في التاريخ
- مدة 4000 عام يطلق عليها اسم الألفية الرابعة.